# Robert Mundell
Robert Alexander Mundell (Kingston, Canadà, 24 d'octubre de 1932 – Monteriggioni, Itàlia, 4 d'abril de 2021) fou un economista i professor universitari canadenc guardonat amb el Premi del Banc de Suècia de Ciències Econòmiques l'any 1999.

## Biografia
Va néixer el 24 d'octubre de 1932 a la ciutat de Kingston, població situada a l'estat d'Ontario. Va estudiar economia a la Universitat de la Colúmbia Britànica a Vancouver, on es va graduar el 1953. Posteriorment es traslladà a Seattle (EUA) on realitzà el 1954 un postgrau a la Universitat de Washington, així com a Anglaterra, on cursà estudis a la London School of Economics. Finalment l'any 1956 realitzà el doctorat a l'Institut Tecnològic de Massachusetts.
L'any 1966 inicià la seva tasca docent a la Universitat de Chicago, càrrec que ocupà fins al 1971. Aquell any fou nomenat professor d'economia a la Universitat de Colúmbia i des de 1976 fou professor a la Universitat Cornell, amb una breu estada en la Universitat McGill el curs 1989/90. L'any 2002 fou guardonat amb l'Orde del Canadà, la distinció civil més alta d'aquest país, concedida per la reina Elisabet II del Regne Unit i el Governador General del Canadà.

## Recerca econòmica
Interessat sobre el moviment internacional de capital, al costat de Marcus Fleming realitzà el Model de Mundell-Fleming que generalitzava la teoria keynesiana de la dinàmica monetària, dels tipus de canvi i del mercat de capitals en les economies obertes. Partidari de polítiques econòmiques com la de la introducció de l'euro a la Unió Europea i criticà la política crítica d'Attac contra la taxa Tobin sobre els moviments de capital.
L'any 1999 fou guardonat amb el Premi del Banc de Suècia de Ciències Econòmiques pels seus treballs sobre els moviments internacionals de capitals econòmics.